# Cristóbal Vaca de Castro
Cristóbal Vaca de Castro (Izagre, Espanya, 1492 - Valladolid, Espanya, 1566) va ser un administrador colonial espanyol al Perú. Va ser enviat per Carles I per restaurar l'ordre entre les faccions enfrontades de Gonzalo Pizarro i de Diego de Almagro, després de l'assassinat de Francisco Pizarro.
Es va autoanomenar governador i va derrotar a Diego de Almagro el Mozo, fill de Diego de Almagro, a la batalla de Chupas el 1542 en la Guerra civil entre els conquistadors del Perú. Va fer executar-lo per la pressió dels partidaris de Pizarro, tot i que més endavant, l'aplicació de les noves Lleis d'Indies i el seu intent de posar fre als abusos del grup, van provocar la rebel·lió de Gonzalo Pizarro.
El va succeir Blasco Núñez Vela el 1544, de manera oficial, qui ja havia estat elegit com a virrei del Perú. Un any més tard va retornar a Espanya, on va ser empresonat sota l'acusació d'enriquiment il·lícit durant el seu govern. Més tard, va ser declarat innocent de tots els càrrecs i nomenat comandant de l'Orde de Santiago i president del Consell de Castella, entre el 1557 i el 1561.